# Wahlkreis Dresden 8
Der Wahlkreis Dresden 8 ist der Wahlkreis Nr. 47 bei den Wahlen zum Sächsischen Landtag. Er ist einer von acht Dresdner Wahlkreisen und umfasst den Stadtbezirk Plauen mit seinen Stadtteilen Südvorstadt-West, Südvorstadt-Ost, Räcknitz/Zschertnitz, Kleinpestitz/Mockritz, Coschütz/Gittersee und Plauen sowie vom Stadtbezirk Cotta die Stadtteile Löbtau-Nord und Löbtau-Süd.
Im Zuge der Wahlkreisanpassung 2023 wurde dieser Wahlkreis neu geschaffen.

## Wahl 2024
Für die Landtagswahl in Sachsen 2024 wurden die Wahlkreise in Sachsen neu zugeschnitten. So wurde der neue Wahlkreis Dresden 8 als achter Wahlkreis in Dresden geschaffen. Er setzt sich aus Teilen der bisherigen Wahlkreise Dresden 3 (Plauen) und Dresden 6 (Löbtau) zusammen.
Die Landtagswahl 2024 führte zu folgendem Ergebnis:
| Direktkandidat    | Partei              | Erststimmen in % | Zweitstimmen in % |
| ----------------- | ------------------- | ---------------- | ----------------- |
| Ingo Flemming     | CDU                 | 32,5             | 29,4              |
| Christian Pinkert | AfD                 | 21,8             | 18,5              |
| Kristin Dänhardt  | Die Linke           | 7,3              | 6,2               |
| Agnes Scharnetzky | GRÜNE               | 17,9             | 14,2              |
| Albrecht Pallas   | SPD                 | 12,6             | 12,9              |
| Sven Gärtner      | FDP                 | 2,0              | 1,4               |
| Lorenz Weber      | Freie Wähler        | 2,3              | 1,2               |
| –                 | Die Partei          | –                | 1,4               |
| –                 | Piraten             | –                | 1,1               |
| –                 | ÖDP                 | –                | 0,2               |
| –                 | BüSo                | –                | 0,1               |
| –                 | Tierschutz hier!    | –                | 0,8               |
| –                 | dieBasis            | –                | 0,2               |
| –                 | Bündnis C           | –                | 0,1               |
| –                 | Bündnis Deutschland | –                | 0,3               |
| –                 | BSW                 | –                | 10,1              |
| Viola Walter      | Freie Sachsen       | 0,6              | 1,4               |
| –                 | V-Partei3           | –                | 0,2               |
| –                 | WU                  | –                | 0,2               |
| Peter Hering      | Team Zastrow        | 3,0              | –                 |